# Sankt Peter am Kammersberg
Sankt Peter am Kammersberg là một đô thị thuộc huyện Murau thuộc bang Steiermark, nước Áo. Đô thị Sankt Peter am Kammersberg có diện tích 84,31 km², dân số thời điểm năm 2005 là 850 người.